# Puella Magi Madoka Magica - Parte 1 - L'inizio della storia
Puella Magi Madoka Magica - Parte 1 -  L'inizio della storia (劇場版 魔法少女まどか☆マギカ 前編: 始まりの物語?, Gekijōban Mahō shōjo Madoka Magika - Zenpen: Hajimari no monogatari, letteralmente Puella Magi Madoka Magica - Il film - Parte I: La storia iniziale), anche noto in Italia solo come Madoka Magica - Parte 1 -  L'inizio della storia (titolo usato per la proiezione al San Marino Animæ Festival) o con il titolo Puella Magi Madoka Magica - Movie I: L'inizio (titolo per la prima proiezione al Lucca Comics & Games), e in vari paesi con il titolo internazionale Puella Magi Madoka Magica the Movie Part 1: Beginnings, è un film d'animazione del 2012 diretto da Akiyuki Shinbō e Yukihiro Miyamoto.
È il primo film di una trilogia tratta dalla serie televisiva anime Puella Magi Madoka Magica, trasmessa in Giappone nel 2011.
Il primo ed il secondo film ripercorrono la trama della serie, mentre il terzo ha una storia originale: questo film infatti corrisponde ai primi otto episodi della serie televisiva. Il secondo film della serie è Puella Magi Madoka Magica - Parte 2 - La storia infinita, proiettato in Giappone dal 13 ottobre 2012, mentre il terzo è Puella Magi Madoka Magica - Parte 3 - La storia della ribellione, uscito il 26 ottobre 2013.

## Trama
Madoka Kaname e Sayaka Miki, amiche e compagne di classe delle scuole medie, incontrano Kyubey, una tra le tante creature extraterrestri dotate del potere di esaudire un desiderio espresso da una adolescente prescelta. In caso la giovane decida di accettare la proposta, il prezzo da pagare è diventare una maga, che dovrà combattere per il resto della vita le streghe, responsabili delle morti violente e dei suicidi che funestano il mondo. Kyubey, con l'aiuto della maga Mami Tomoe, offre loro la possibilità di realizzare un desiderio e diventare maghe. Un'altra maga, Homura Akemi, tenta però in tutti i modi di dissuadere Madoka dallo stipulare il contratto con Kyubey.
Tramite Mami, Madoka e Sayaka entrano maggiormente in contatto con il mondo delle maghe e nella battaglia con le streghe. Tuttavia durante una battaglia Mami muore decapitata da una strega, uccisa poi da Homura, facendo desistere Madoka dal diventare una maga. Sayaka invece decide di diventare una maga ed esprime il desiderio di curare i problemi di salute del suo amico d'infanzia di cui è innamorata, Kyōsuke Kamijō. Nel frattempo in città arriva una nuova maga, Kyōko Sakura, in sostituzione di Mami ed entra subito in ostilità con Sayaka, con la quale si trova in due occasioni a combattere. Durante il secondo scontro si scopre la vera natura del trasformazione in maga effettuata da Kyubey: l'anima della ragazza viene estratta dal corpo, rendendolo quindi molto meno vulnerabile al dolore, e alla giovane viene trasferito il potere magico, utilizzabile in forma di maga. Si avvicina la notte di Walpurgis e quindi la minaccia di una potente strega, che non può essere sconfitta da una singola maga e difficilmente da più maghe alleate. Kyoko tenta un'alleanza con Homura, la quale accetta.
In seguito, conosciuta la situazione di Sayaka, Kyoko tenta di cessare le ostilità nei suoi confronti e cerca un'alleanza con lei raccontandole del suo difficile passato. Tuttavia Sayaka rifiuta e prosegue a combattere in solitudine. Tuttavia la situazione non evolve come Sayaka sperava: un'amica di Madoka e Sayaka, Hitomi Shizuki, si dichiara a Kamijō, che è tornato a scuola data la risoluzione dei suoi problemi di salute, e Kamijo lentamente accetta i sentimenti della ragazza. Si rovina così l'idea di futuro che si era creata Sayaka e gradualmente, sia per i sentimenti negativi provati che per l'oscurità causata dalle numerose battaglie con le streghe, Sayaka inizia a trasformarsi in una strega. Le maghe e Madoka scoprono che in realtà le streghe sono la fase finale della vita di una maga e che il loro destino è ormai segnato. Kyoko decide quindi di impedire la mutazione completa e si reca da Sayaka.

## Colonna sonora
Sigla di apertura
- Luminous delle ClariS (stesso gruppo della sigla di apertura della serie televisiva)[1]

Sigla di chiusura
- Magia [quattro] delle Kalafina (nuova versione della sigla finale della serie televisiva, Magia)[1]

Altri brani
- Mirai (未来? "Futuro") delle Kalafina, nata da un riarrangiamento di Credens justitiam ("Credente nella giustizia" in latino), brano non cantato composto da Yuki Kajiura e presente nella colonna sonora della serie televisiva.[1]

## Distribuzione
Il film è stato proiettato nelle sale giapponesi dal 6 ottobre 2012, ed è stato annunciato che entro la fine del 2012 avrebbe avuto proiezioni in diciotto città di otto diverse nazioni: Italia, San Marino, Stati Uniti d'America, Francia, Corea del Sud, Taiwan, Hong Kong e Singapore. Il film è stato proiettato in lingua originale con sottotitoli in italiano al Lucca Comics & Games il 4 novembre 2012, a cura della Dynit, con il titolo di Puella Magi Madoka Magica - Movie I: L'inizio, e poi al San Marino Animæ Festival di Città di San Marino ogni giorno dal 7 al 9 dicembre 2012, con il titolo di Madoka Magica - Parte 1 -  L'inizio della storia. Per le proiezioni internazionali sono stati utilizzati dei poster in cui si vedono le cinque protagoniste e Kyubey nella stessa posizione ma su sfondi diversi che riproducono un monumento o un panorama della città. Il film è stato poi distribuito nei cinema in Italia con doppiaggio italiano solo per un giorno il 26 giugno 2013 come parte del programma "Nexo Anime" proposto da Nexo Digital e Dynit, con il titolo di Puella Magi Madoka Magica - Parte 1 -  L'inizio della storia. Dynit ha pubblicato il film in Italia anche per l'home video il 18 dicembre 2013, sempre con il titolo Puella Magi Madoka Magica - Parte 1 -  L'inizio della storia, in tre edizioni: una in Blu-ray Disc, una in DVD e un'edizione limitata contenente sia il Blu-ray Disc che il DVD insieme al Blu-ray Disc e al DVD del secondo film della trilogia e ad un CD contenente la colonna sonora.

## Accoglienza

### Incassi
Il film ha incassato circa 138 923 201 yen durante il primo weekend (6-7 ottobre 2012) in cui è stato proiettato in 43 sale giapponesi, piazzandosi al settimo posto nella classifica dei film più visti.

### Critica
Richard Eisenbeis di Kotaku ha recensito il film, descrivendolo come «migliore della serie originale», affermando che: «Con una seconda visione, tutti i colpi di scena e le motivazioni dei personaggi [...] diventano quasi una nuova storia, incentrata non su Madoka ma su Homura».